# The Orderly
The Orderly è un cortometraggio del 1918 diretto da Arvid E. Gillstrom
con Billy West e Oliver Hardy.
Uscì nelle sale il 1º marzo 1918.